# 태양에 짖어라
《태양에 짖어라 (PART1)》(일본어: 太陽にほえろ! 태양에 짖어라 (PART1)[*])는　1972년 7월부터 1986년 11월까지 일본의 닛테레에서 방영된 형사 드라마.
일본에서 가장 유명하고 성공한 형사 드라마이다. 신인 배우가이 작품으로 데뷔 해 인기를 얻었다.

## 출연
- 이시하라 유지로 - 토도 슌스 (1972-1986년)
- 츠유구치 시게루 - 야마무라 세이이치 (1972-1986년)
- 류 라이타 - 이시즈카 마코토 (1972-1982년)
- 오노데라 아키라 - 시마 키미유키 (1972-1980년)
- 마츠다 유사쿠 - 시바타 쥰 (1973-1974년)
- 오키 마사야 - 타키 류이치 (1976-1977,1980-1982년)
- 칸다 마사키 - 사이죠 아키라
- 치이 타케오 - 이가와 토시조 (1982-1986년)
- 하세 나오미 - 이와키 레이코
- 마타노 세이지 - 사와무라 마코토
- 이시하라 요시즈미 - 미즈키 유
- 니시야마 코지 - 다자이 쥰
- 카네다 켄이치 - 시마즈 코이치
- 시모카와 탓페이 - 노자키 타로
- 미타무라 쿠니히코 - 하라 마사유키
- 야마시타 신지 - 고다이 쥰
- 세키네 케이코 - 우치다 신코
- 와타나베 토오루 - 타케모토 쥰지
- 마사노리 세라 - 카스카베 하지메 (1982-84)
- 키노모토 료 - 이와키 하지메
- 미야우치 쥰 - 타구치 료
- 카츠노 히로시 - 미카미 쥰
- 하기와라 켄이치 - 하야미 쥰
- 와타리 테츠야 - 타치바나 효고 (1986년)
- 나라오카 토모코 - 타카무라 아사코 (PART2)
- 테라오 아키라 - 키타 오사무 (PART2)
- 타치 히로시 - 야마오케 에이스케 (1997SP)
- 타키가와 유미 - 시마다 료코 (1997SP)
- 하마다 마나부 - 마츠이 요헤이 (1997SP)
- 코니시 히로유키 - 칸바라 토오루 (1997SP)
- 나카무라 시게유키 - 아오이 무네요시 (1997SP)
- 이시바시 렌지 - 오다카 미치오 (1997SP)
- 요시다 에이사쿠 - 카가와 토시야 (1998SP)
- 사이토 하루히코 - 타키자와 코이치로 (1998SP)
- 오시오 마나부 - 이시이 카오루 (1999SP)
- 카네코 켄 - 마츠우라 쥰 (2001SP)
- 오지 메구미 - 아사카와 마미 (2001SP)
- 미야시타 유지 - 키타하라 유 (2001SP)
- 나니와 유지 - 하마무라 쥰지 (2001SP)
- 쿠도 슌사쿠 - 카와베 요시오 (2001SP)
- 쿠로가네 히로시 - 시바자키 슈조 (2001SP)